# Ústí nad Orlicí
Ústí nad Orlicí är en stad i Tjeckien.   Den ligger i distriktet Okres Ústí nad Orlicí och regionen Pardubice, i den östra delen av landet, 140 km öster om huvudstaden Prag. Ústí nad Orlicí ligger 340 meter över havet och antalet invånare är 15 151.
Terrängen runt Ústí nad Orlicí är kuperad åt sydost, men åt nordväst är den platt. Ústí nad Orlicí ligger nere i en dal.Runt Ústí nad Orlicí är det tätbefolkat, med 257 invånare per kvadratkilometer. Närmaste större samhälle är Česká Třebová, 8,5 km söder om Ústí nad Orlicí. Trakten runt Ústí nad Orlicí består till största delen av jordbruksmark.